# Цоанело Фоло
Цоанело Фоло (англ. Tsoanelo Pholo, 13 грудня 1982) — південноафриканська хокеїстка на траві.
Учасниця Олімпійських Ігор 2004 року.
Переможниця Всеафриканських ігор 2003 року.
Срібна призерка Виклику чемпіонів 2005 року.